# Nord-Westi Film AB
Nord-Westi Film AB var ett svenskt-tyskt filmproduktionsbolag bildat av AB Svensk Filmindustri och det tyska bolaget Westi 1925 med Oscar Hemberg som direktör.
Den rysk-tyske filmproducenten Vladimir Wengeroff arbetade med ett storstilat försök att samla de ledande filmproducerande länderna i Europa till ett jättelikt multinationellt filmföretag i syfte att motarbeta den amerikanska dominansen på biograferna. Med ekonomiskt stöd från den tyska affärskoncernen Stinnes bildade han storbolaget Westi i Tyskland. Eftersom Stinnes och Westi bankrutterade sommaren 1925 blev resultatet av Nord-Westis korta verksamhetsperiod endast två filmer, Ingmarsarvet och Till Österland.